# Anggie Avegno
Anggie Nicole Avegno Salazar (Guayaquil, 8 de junio de 1996) es una deportista ecuatoriana que compite en piragüismo en la modalidad de aguas tranquilas. Ganó una medalla de plata en los Juegos Panamericanos de 2015 en la prueba de C1 200 m.

## Palmarés internacional
| Juegos Panamericanos | Juegos Panamericanos | Juegos Panamericanos | Juegos Panamericanos |
| Año                  | Lugar                | Medalla              | Competición          |
| -------------------- | -------------------- | -------------------- | -------------------- |
| 2015                 | Toronto (Canadá)     | Medalla de plata     | C1 200 m             |